# Catocala butleri
Catocala butleri és una espècie de papallona nocturna de la subfamília Erebinae i la família Erebidae.
Es troba a la Xina occidental.